# Aerodata

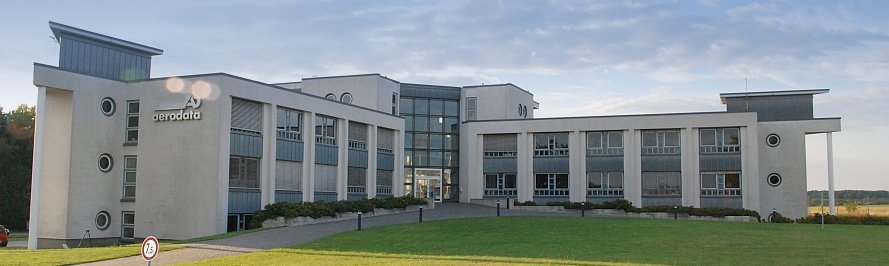
Das Firmenhauptgebäude der Aerodata AG am Braunschweiger Flughafen.

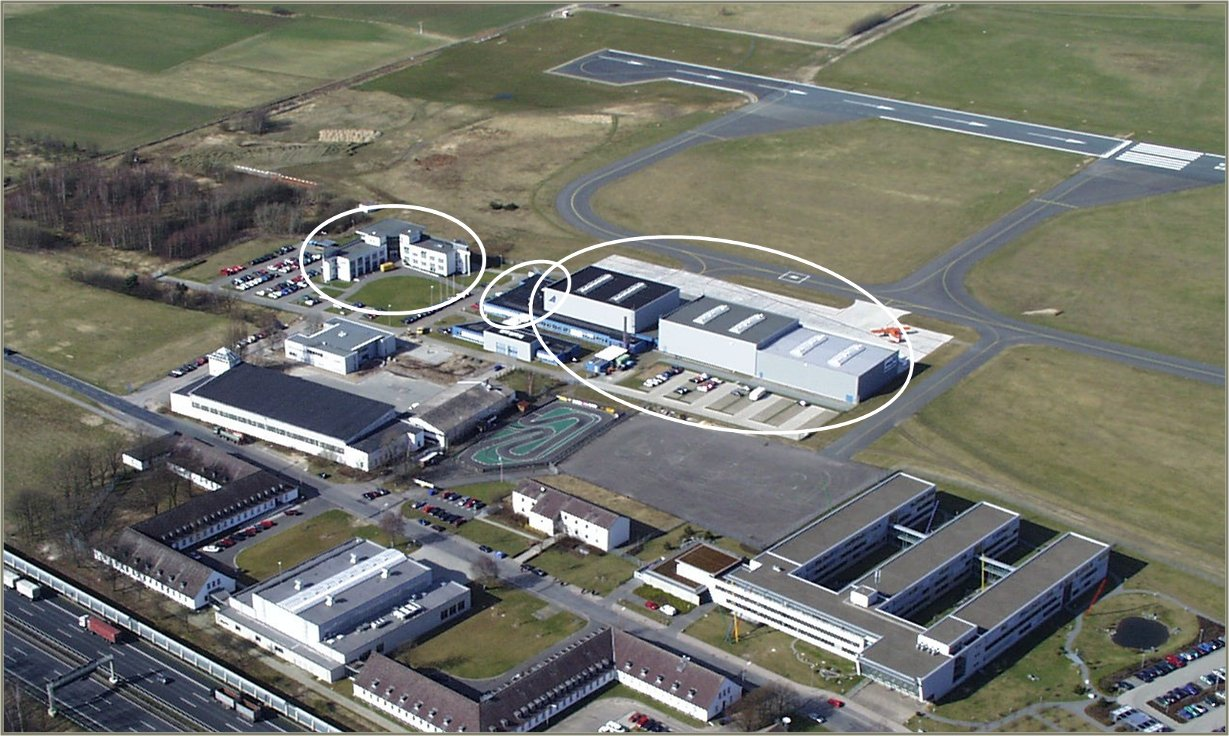
Das Firmengelände der Aerodata AG mit (v.l.n.r) Hauptgebäude, Werkstätten und Flugzeughangars.

Die Aerodata AG, gegründet als Aerodata Flugmesstechnik GmbH, ist ein Unternehmen aus Braunschweig und u. a. weltweit größter Anbieter von Flugvermessungssystemen. Seit 1997 hat sie ihren Hauptsitz am Flughafen Braunschweig-Wolfsburg.
Aerodata ist fokussiert auf Special Mission Systeme und die Entwicklung und Produktion von Special-Mission-Luftfahrzeugen innerhalb der Luftfahrtindustrie. Aerodata ist ein führender Hersteller in Design und Entwicklung von Flugvermessungssystemen und bietet Flugvermessungsdienste zusammen mit seinen Partnern an. Kunden sind nationale Luftfahrtbehörden, Flugsicherungen sowie das Militär.

## Organisation
Die Aerodata AG ist Teil der Aerodata Firmengruppe, welche internationale Tochtergesellschaften weltweit angesiedelt hat. Zur Aerodata-Gruppe gehören die Gesellschaften:
- Aerodata AG, Braunschweig, Deutschland
- Aerodata Systems LLC, Buffalo, USA
- Sierra Data Systems GmbH, Braunschweig, Deutschland
- Normarc Flight Inspection Systems A/S, Oslo, Norwegen
- AeroPearl Pty. Ltd., Brisbane, Australien
- Aerodata (Thailand) Co. Ltd., Bangkok, Thailand
- Aerodata (Cyprus) Ltd., Larnaka, Zypern
- Aerodata Systems & Services GmbH, Braunschweig, Deutschland
- Aeroflight Servicegesellschaft mbH, Braunschweig, Deutschland
- OPTIMARE Systems GmbH, Bremerhaven, Deutschland

Bis 2005 gehörte auch noch die Aerodata Flight Inspection GmbH zur Aerodata-Gruppe. Dieser Dienstleister für Flugvermessungen im Raum von Europa und dem Nahen Osten sowie Anteile an der Flight Precision Ltd. wurden aus finanziellen Gründen an die an Cobham PLC verkauft.
Anfang 2013 kaufte die Aerodata AG den angeschlagenen Messgerätehersteller Optimare-Holding und die drei zugehörigen Tochtergesellschaften auf und gliederte sie als OPTIMARE Systems GmbH in die Unternehmensstruktur ein.

## Geschäftsfelder
Die Hauptgeschäftsfelder des Unternehmens sind:
- Entwicklung und Einbau von Flugvermessungssystemen in Flugzeuge
- Entwicklung und Einbau von Überwachungs- und Seenotrettungssystemen in Flugzeuge und Helikopter
- Entwicklung und Fertigung von Avionik- und Navigationssystemen
- Design und Zertifizierung von Luftfahrtgeräten und Komponenten für Luftfahrzeuge
- Wartung von Flugzeugen
- Beratung und Systementwicklung für kundenspezifische Anwendungen

## Geschichte
Am 5. Juni 1985 wurde die Aerodata Flugmeßtechnik GmbH gegründet. Als Ausgründung aus der Technischen Universität Braunschweig begann die Aerodata mit der Umsetzung von neuen Technologien in kommerzielle Produkte.
Der Ausgangspunkt für die Unterstützung ist die Entwicklung von meteorologischen Messsystemen für Polar- und Meeresforschung. Daraufhin wurde die Aerodata mit der Umrüstung des Flugzeugtyps Dornier 228 beauftragt, um wissenschaftliche Forschungen im Bereich Meteorologie und Geophysik durchführen zu können. Die Flugzeuge werden während ihrer Missionen in Arktis und Antarktis von Aerodata-Ingenieuren betreut.
Die hochgenaue Positionsbestimmung von Luftfahrzeugen basierend auf satellitengestützter Ortung wurde von der Universität entwickelt, von der Aerodata übernommen und in Produkte wie Flugvermessungssysteme, Navigationssysteme und Überwachungssysteme umgesetzt.
Im Jahr 1991 entwickelte die Aerodata ihr erstes System zur Vermessung von Navigationsanlagen für die Sicherung des Luftverkehrs. Der Kunde war die Bundesanstalt für Flugsicherung (BFS), welche das System in einer Hawker Siddeley HS 748 auf acht Regionalflughäfen zum Einsatz brachte.
Aufbauend auf dem Know-how im Bereich der Satellitennavigation entwickelt und produziert die Aerodata seit 1998 ein integriertes Navigations- und Missionsmanagementsystem mit Namen AeroNav. Dieses Gerät wird als primäres Navigationsgerät in allen Hubschraubern der Deutschen Bundespolizei verwendet.
Im Jahr 1999 wurde ein Flugzeug vom Typ Bombardier Challenger 600 für die Südkoreanische Polizeibehörde zu einem Seeüberwachungsflugzeug umgerüstet. Außerdem wurden etwa zwanzig einfache Missionssysteme an verschiedene deutsche Polizeistaffeln geliefert.
Im selben Jahr gründete die Aerodata zusammen mit der australischen Paspaley Pearls Group ein gemeinsames Unternehmen im Bereich Flugvermessung: die AeroPearl als Dienstleister für Flugvermessungen in Raum Australien und Südostasien.
Für die Kommunikation im Bereich Luftfahrt wurde 2002 ein weiteres Avionikgerät mit Namen AeroPhone entwickelt. Dieses Gerät nutzt das Iridium Satellitennetz für eine weltweite Sprach- und Datenkommunikation ausgehend von Flächenflugzeugen und Hubschraubern.
Eine Neuentwicklung des Flugvermessungssystems, basierend auf einem modularen Softwarekonzept, wurde 2002/2003 zum ersten Mal eingesetzt. Kunde ist die zivile Luftfahrtbehörde Japans (JCAB), für die zwei Global Express zu Vermessungsflugzeugen umgerüstet werden.
Durch einen Auftrag von fünf Seenotrettungsflugzeugen für die australische Australian Maritime Safety Authority (AMSA) ist es möglich, die Entwicklung von Missionssystemen voranzutreiben. Hierbei wurden die Maschinen vom Typ Dornier 328 mit Videokameras (FLIR), Radargeräten und verschiedenen Radiogeräten ausgerüstet, um Rettungsmissionen sowohl auf dem Meer als auch über Land koordinieren zu können.
Die Deutsche Bundespolizei erhielt 2008/09 eine Reihe von Videoarbeitsplätzen und Missionssystemen für die Überwachung aus der Luft von z. B. dem deutschen Eisenbahnschienennetz und Veranstaltungen oder Demonstrationen oder im Rahmen von Frontex-Missionen. Die Systeme beinhalten Arbeitsplätze, Kameras und Satellitenkommunikationsgeräte für die Einrüstung in die verschiedenen Hubschraubertypen EC 135, EC 155, und Super Puma.
Die Aerodata bietet seit 1991 Wartung von kleinen bis mittleren Flächenflugzeugen an. Durch die Qualifizierung als Instandhaltungsbetrieb durch deutsche (LBA) und europäische Luftfahrtbehörden (EASA) wurde es möglich, mit Hawker Beechcraft, einem der wichtigsten Hersteller von Geschäftsreiseflugzeugen, einen Kooperationsvertrag abzuschließen. Dies ermöglicht der Aerodata, schlüsselfertige Flugzeuge an Kunden weltweit zu liefern.
Die Armed Forces of Malta (AFM) erhielten 2011 das erste von zwei Seenotrettungs- und Überwachungsflugzeugen vom Typ King Air B200. Die AFM beteiligt sich zusammen mit Italien an der Überwachung des Immigrantenzustroms aus Nordafrika rund um die Mittelmeerinsel Lampedusa.

## Produkte und Dienstleistungen
Die wichtigsten Produkte und Dienstleistungen der Aerodata AG sind:
- AeroFIS: Flugvermessungssystem zur hochpräzisen Vermessung von Flugnavigations- und Instrumentenlandesystemen mit Hilfe von Vermessungsflugzeugen
- AeroMission: Missionsmanagementsystem für Flugzeuge und Helikopter zur See-, Grenz- und Umweltüberwachung sowie zur Seenotrettung und Fischereikontrolle
- AeroPhone+: Satellitenkommunikationssystem für weltweite Sprach- und Datenkommunikation innerhalb des Iridiumnetzes
- AeroNav: kompaktes und hybrides Positions-, Geschwindigkeits- und Lagereferenzsystem (Flight Management System) für Flugzeuge und Hubschrauber
- OctoPod: Überwachungsgondel zur Montage am Flugzeugbauch, welche mit Sensoren ausgerüstet wird, die luftgestützte See- und Landüberwachung, luftgestützte Fernerkundung von Ölverschmutzungen und Seenotrettung ermöglichen
- Operator Workstations: Arbeitsplätze für den Einbau in Flugzeuge oder Hubschrauber zur Bedienung von AeroFIS oder AeroMission
- Flugzeugumrüstung: Einrüstung von Aerodata-Produkten in verschiedene Flugzeugtypen
- Zertifizierung: eigenständige Prüfung und Wiederfreigabe von Flugzeugen nach Flugzeugmodifikationen oder Flugzeugwartungen